# Jimmy Snuka
James Reiher Snuka, narozen jako James Wiley Smith (18. května 1943 – 15. ledna 2017), byl fidžijsko-americký profesionální wrestler, známý jako Jimmy „Superfly“ Snuka.

## Kariéra
Zápasil v několika wrestlingových společnostech od 70. let 20. století až do roku 2010. Nejvíce se proslavil ve World Wrestling Federation (WWF, nyní WWE), kde se zasloužil o zavedení nových stylů wrestlingu. V roce 1996 byl uveden do Síně slávy WWF a v Eastern Championship Wrestling (později Extreme Championship Wrestling). Byl prvním mistrem světa v těžké váze ECW (tento titul získal dvakrát).

## Mládí
Narodil se 18. května 1943 v britské kolonii Fidži. Jako dítě se s rodinou přestěhoval na Marshallovy ostrovy a poté na Havaj. V 60. letech minulého století se věnoval amatérské kulturistice.

## Osobní život
Byl třikrát ženatý. Jeho děti, Sim Snuka a Tamina Snuka, jsou profesionálními wrestlery. Dcera Liana Snuka se wrestlingu nevěnuje.

## Obvinění z vraždy
V září 2015 byl zatčen a obviněn z vraždy třetího stupně a neúmyslného zabití v souvislosti se smrtí své přítelkyně a milenky Nancy Argentinové v květnu 1983 v Allentownu. Svou vinu nepřiznal, ale v červnu 2016 byl shledán nezpůsobilým k soudnímu řízení kvůli demenci. Nevyléčitelně nemocný s břišními problémy byl 3. ledna 2017, dvanáct dní před svou smrtí, obvinění zbaven.

## Nemoc a smrt
V roce 2015 mu byla diagnostikována rakovina žaludku.
Dne 2. prosince 2016 bylo oznámeno, že je v hospici a zbývá mu šest měsíců života kvůli nevyléčitelné nemoci.
Zemřel 15. ledna 2017 ve věku 73 let v Pompano Beach na Floridě.

## Úspěchy a ocenění
- All Japan Pro Wrestling
  - World's Strongest Tag Determination League (1981) – s Bruiser Brody
  - World's Strongest Tag Determination League Technique Award (1988) – s Tiger Mask II
- All-Star Wrestling Alliance / American States Wrestling Alliance
  - ASWA Heavyweight Championship (1x)
- American Wrestling Association
  - AWA Midwest Heavyweight Championship (1x)
- Catch Wrestling Association
  - CWA British Commonwealth Championship (1x)
- Cauliflower Alley Club
  - Other honoree (1996)
- Continental Wrestling Association
  - CWA International Tag Team Championship (1x) – s J. T. Southern
- East Coast Pro Wrestling
  - ECPW Heavyweight Championship (1x)
- Eastern Championship Wrestling
  - NWA ECW Heavyweight Championship (2x)
  - NWA ECW Television Championship (1x)
  - ECW Heavyweight Championship Tournament (1993)
  - ECW Television Championship Tournament (1993)
- Georgia Championship Wrestling
  - NWA National Tag Team Championship (1x) – s Terry Gordy
- International Wrestling Superstars
  - IWS United States Championship (1x)
- Mid-Atlantic Championship Wrestling
  - NWA United States Heavyweight Championship (Mid-Atlantic version) (1x)
  - NWA World Tag Team Championship (Mid-Atlantic version) (2x) – s Paul Orndorff (1) a Ray Stevens (1)
- National Championship Wrestling
  - NCW Tag Team Championship (1x) – s Johnny Gunn
- National Wrestling Federation
  - NWF Heavyweight Championship (1x)
- National Wrestling League
  - NWL Heavyweight Championship (1x)
- Northeast Wrestling
  - NEW Heavyweight Championship (1x)
- NWA All-Star Wrestling
  - NWA Canadian Tag Team Championship (Vancouver version) (1x) – s Don Leo Jonathan
- NWA Big Time Wrestling
  - NWA Texas Heavyweight Championship (1x)
  - NWA Texas Tag Team Championship (1x) – s Gino Hernandez
- NWA Tri-State Wrestling
  - NWA Tri-State Heavyweight Championship (1x)
- NWA West Virginia/Ohio
  - NWA West Virginia/Ohio Heavyweight Championship (1x)
- New England Pro Wrestling Hall of Fame
  - Class of 2010
- Pacific Northwest Wrestling
  - NWA Pacific Northwest Heavyweight Championship (6x)
  - NWA Pacific Northwest Tag Team Championship (7x) – s Frankie Laine a Dutch Savage (6)
- Pro Wrestling Illustrated
  - Match of the Year (1982) vs. Bob Backlund in a cage match on June 28
  - Most Popular Wrestler of the Year (1983)
  - Tag Team of the Year (1980) s Ray Stevens
  - Ranked No. 75 of the top 500 singles wrestlers in the PWI 500 in 1993
  - Ranked No. 29 of the top 500 singles wrestlers during the PWI Years in 2003
- Pro Wrestling This Week
  - Wrestler of the Week (1987)
- Professional Wrestling Hall of Fame
  - Class of 2012
- Ring Around The Northwest Newsletter
  - Tag Team of the Year (1973–1974, 1976) s Dutch Savage
  - Wrestler of the Year (1975)
- Universal Superstars of America
  - USA Heavyweight Championship (2x)
- USA Pro Wrestling
  - USA Pro New York Heavyweight Championship (1x)
- World Wide Wrestling Alliance
  - WWWA Heavyweight Championship (1x)
  - WWWA Intercontinental Championship (1x)
- World Wrestling Federation
  - WWF Hall of Fame (Class of 1996)
- Wrestling Observer Newsletter
  - Tag Team of the Year (1981) s Terry Gordy
  - Best Flying Wrestler (1981)
  - Best Wrestling Maneuver (1981, 1983) Superfly Splash
  - Most Unimproved (1984)
  - Worst on Interviews (1984)
  - Most Washed Up Wrestler (1984)